# Heliophanus semirasus
Heliophanus semirasus là một loài nhện trong họ Salticidae.
Loài này thuộc chi Heliophanus. Heliophanus semirasus được George Newbold Lawrence miêu tả năm 1928.